# Buick Regal
 (juillet 2011).
Si vous disposez d'ouvrages ou d'articles de référence ou si vous connaissez des sites web de qualité traitant du thème abordé ici, merci de compléter l'article en donnant les références utiles à sa vérifiabilité et en les liant à la section « Notes et références ».
Le nom Buick Regal a d'abord été utilisé par la firme automobile américaine Studebaker, mais quelques années après que celle-ci a cessé de produire des voitures, le nom fut repris par Buick pour désigner une version plus luxueuse de son modèle intermédiaire Buick Century en 1973.

## Première génération (1973-1977)
Lors de sa première année de commercialisation la Regal n'était disponible qu'en version coupé mais dès 1974, un modèle 4 portes a été ajouté pour compléter la gamme.

## Seconde génération (1978-1987)
En 1978, le modèle Regal ne faisait plus partie de la gamme (Century) et seule la version 2 portes était disponible en version de base et Limited. Une version turbo-compressée de la Regal équipée d'un V6 3.8 litres fit son apparition.
De 1980 à 1984, la Regal Somerset avait une finition intérieure et extérieure spéciale. Il ne faut pas le confondre avec le modèle (Somerset Regal qui était une traction compacte de 1985 à 1987 et qui n'avait rien à voir avec la gamme Regal à propulsion).
En 1982, 1983 et 1984, il était à nouveau possible de commander le modèle Regal en version 4 portes et pour la première et dernière fois, un modèle break était disponible pour les années 1982 et 1983. 1982 marque aussi le début du modèle Regal Grand National qui cette année-là, n'était pas équipé du moteur turbo en équipement standard mais plutôt en option…
De 1984 à 1987, tous les modèles T/Type, Grand National et GNX étaient équipées du moteur turbo et les 1986-87 avaient un échangeur de chaleur pour le turbocompresseur. Le modèle Buick GNX était la voiture américaine de production la plus rapide de 1987. Les Regal et Regal Limited étaient toujours disponibles.

## Troisième génération (1988-1996)
En 1988, le modèle Regal devient une traction disponible en version Custom, Limited. Le seul moteur disponible en France sur les modèles 1988 à 1990 était le petit V6 2.8L anémique d'origine Chevrolet. La version GS (Gran Sport) est la version « sportive » avec un V6 3.1L suspension sport et boite automatique renforcée au plancher.
En 1990, elle reçoit le V6 3.8 litres Buick alors qu'il était disponible en option sur les modèles Custom et Limited. Une version 4 portes s'est ajoutée cette année-là avec une carrosserie qui ne ressemblait pas à celle du modèle 2 portes. Tout comme le modèle 2 portes, le modèle 4 portes était disponible en version Custom, Limited et Gran Sport.

## Quatrième génération (1997-2005)
En 1997, le modèle 2 portes est continué et le modèle 4 portes est complètement remanié. La Regal Custom n'est pas remplacée, la version Limited est renommée LS et la version GRAN SPORT est renommée GS. Le moteur V6 3.8 litres est maintenant standard sur tous les modèles et la version GS reçoit la version suralimentée par compresseur de ce moteur qui n'était disponible auparavant que sur les modèles Riviera et Park Avenue Ultra.
En 2004, la fabrication du modèle Regal prend fin. La même année est lancée la Buick LaCrosse (Allure pour le marché canadien) qui devient le modèle le plus luxueux de la gamme. Quatre ans plus tard en 2008, le nom Regal refait surface aux États-Unis et en Chine sur une berline de taille moyenne adoptant la majeure partie des éléments techniques et de carrosserie de l'Opel Insignia, positionnée en dessous de la plus grande LaCrosse et au-dessus de la berline compacte Verano.

En Amérique du Nord, le Regal est un modèle qui a débuté à la fin de l'année civile 2011.

## Cinquième génération (2008-2017)
En 2010, la Regal fait son grand retour en Amérique du Nord. Cette cinquième génération est une berline quatre portes de taille moyenne reprenant une grande partie des éléments de l'Opel Insignia. En commercialisant ce modèle au départ développé pour l'Europe aux États-Unis, GM espère rajeunir la clientèle vieillissante de Buick avec des coûts maîtrisés grâce à d'importantes économies d'échelle. Selon les informations publiées par le groupe, plus de 41 % des acheteurs américains de la Regal viennent d'autres marques non-General Motors.

### Développement
La cinquième génération Buick Regal repose sur la plate-forme Epsilon II de l'Opel Insignia, de la Chevrolet Malibu et de la SAAB 9-5.
GM avait initialement prévu de vendre la version modifiée de l'Opel Insignia en Amérique du Nord comme la seconde génération Saturn Aura (version américaine de l'Opel Vectra). Fin 2008, alors en pleine tourmente, le groupe décide de mettre fin à plusieurs de ses marques (SAAB, Saturn, Hummer, Pontiac...) dont les chiffres de vente ne sont pas jugés satisfaisants.
Ne correspondant pas à la philosophie Cadillac et trop haut de gamme pour être une Chevrolet, c'est donc sous la marque Buick qu'elle sera commercialisée. Ce modèle fut le premier d'une stratégie de rationalisation des modèles entre les marques Opel et Buick amenée à se confirmer (Opel Insignia/Buick Regal, Opel Mokka/Buick Encore, Opel Cascada/Buick Cascada...)

### Construction
D'abord produite à Rüsselsheim en Allemagne, aux côtés de l'Insignia entre 2008 et 2011, elle est aujourd'hui assemblée au Canada en Ontario dans l'usine GM d'Oshawa pour réduire les coûts d'importation. Dès décembre 2008, elle fut aussi produite à Shanghai en Chine pour sa commercialisation sur le marché chinois.
La Regal utilise une construction monobloc avec des pare-chocs avant en acier galvanisé, des panneaux de capot, de toit, de portes et des pare-chocs arrière en polyoléfine thermoplastique.
À équipement et motorisation équivalents, la Buick pèse environ 6 kg de plus que son homologue Opel en raison du renforcement nécessaire du pilier-B pour répondre aux normes nord-américaines.

### Présentation
La nouvelle génération de Regal est présentée aux revendeurs nord-américains le 14 octobre 2009, puis au grand public en novembre 2009 au Salon de l'automobile de Los Angeles. Les ventes ont commencé en février 2010.

### Phase 2

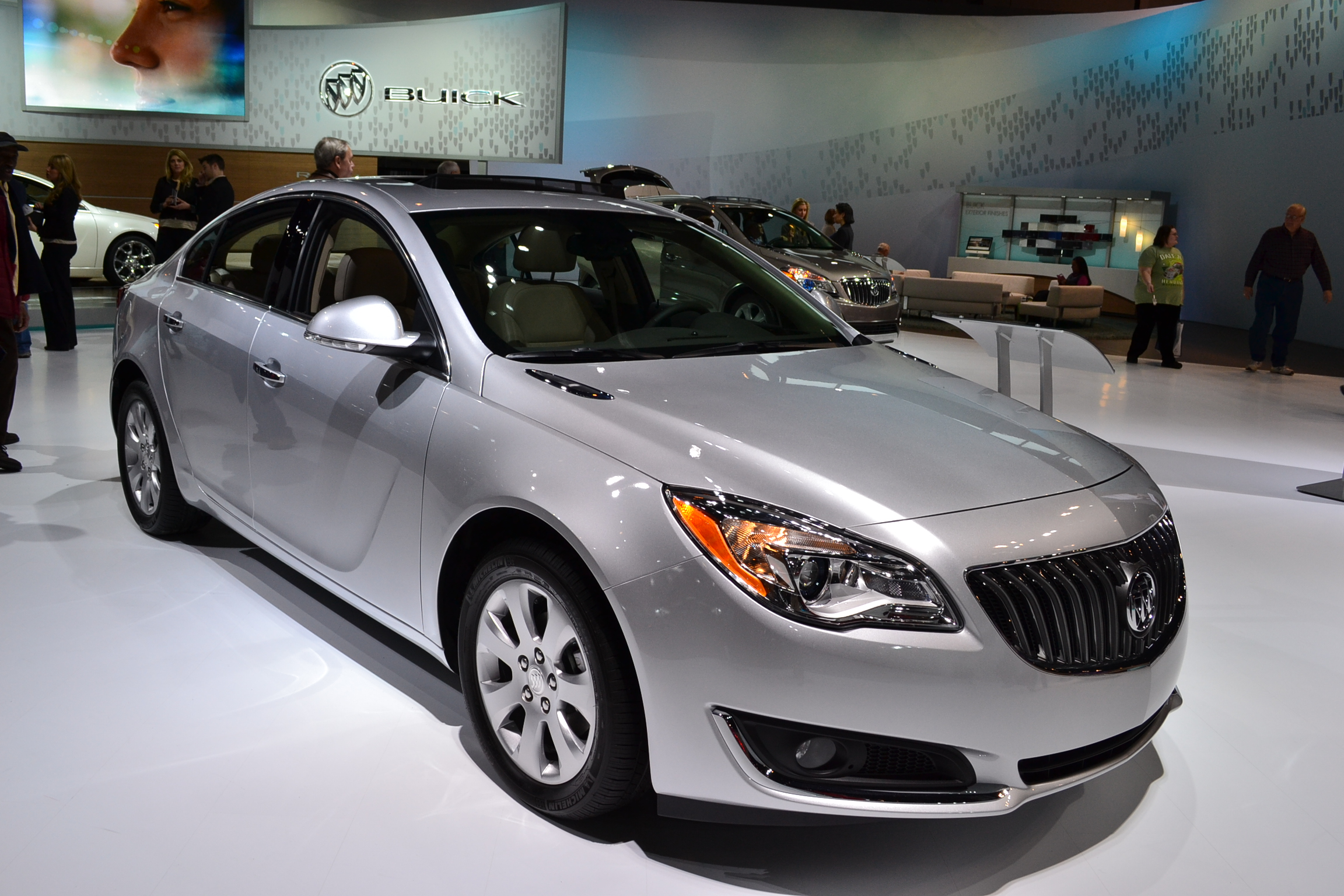
Version année-modèle 2014

Buick dévoile le restylage de la Regal au salon de l'automobile de New York 2013. Les changements comprennent un intérieur et un extérieur révisés, une amélioration des performances de la version CXL Turbo jusqu'à 258 ch (192 kW) et un couple de couple de 400 N m, et une option de traction intégrale Haldex disponible pour le 2.0 L / six vitesses de transmission automatique des véhicules équipés.
Les modifications apportées à la version GS incluent une révision de l'intérieur et de l'extérieur, une baisse de puissance pour la différencier encore un peu plus de la CXL Turbo et une option de transmission intégrale Haldex offerte pour les véhicules équipés de transmission automatique 2.0L / six vitesses. La transmission manuelle à six vitesses est toujours offerte, mais seulement dans la variante de traction avant.
Plusieurs nouveaux systèmes de sécurité en pack ou disponibles séparément en option ont été ajoutées pour l'année 2014 : l'avertissement de collision, l'avertissement de franchissement involontaire de ligne (AFIL), la surveillance des angles-morts, l'aide au stationnement arrière, un système de freinage avant collision imminente et un régulateur de vitesse adaptatif.